# Sam Townsend
Sam Townsend est un rameur britannique, né le 26 novembre 1985.

## Palmarès

### Jeux olympiques
- 2012 à Londres ( Royaume-Uni)
  - 5e en Quatre de couple

### Championnats du monde
- 2013, à Chungju ( Corée du Sud)
  -  Médaille de bronze en Quatre de couple
- 2014, à Amsterdam ( Pays-Bas)
  -  Médaille d'argent en Quatre de couple

### Championnats d'Europe
- 2014, à Belgrade ( Serbie)
  -  Médaille d'argent en Quatre de couple
- 2015, à Poznań ( Pologne)
  -  Médaille de bronze en Quatre de couple